# Egipto en los Juegos Paralímpicos de Toronto 1976
Egipto estuvo representado en los Juegos Paralímpicos de Toronto 1976 por un total de 27 deportistas masculinos.

## Medallistas
El equipo paralímpico egipcio obtuvo las siguientes medallas:
| Nombre             | Deporte   | Evento                             |
| ------------------ | --------- | ---------------------------------- |
| Oro                |           |                                    |
| Metwali Ahmed Jadr | Atletismo | Disco J1 masculino                 |
| Metwali Ahmed Jadr | Atletismo | Jabalina J1 masculino              |
| Metwali Ahmed Jadr | Atletismo | Jabalina de precisión J1 masculino |
| Metwali Ahmed Jadr | Atletismo | Peso J1 masculino                  |
| Said Dowara        | Atletismo | 1500 m E masculino                 |
| Plata              |           |                                    |
| Samir              | Atletismo | Maza de precisión 1A-1B masculino  |
| Hafiz              | Natación  | 100 m libre 6 masculino            |
| Bronce             |           |                                    |
| Abedo              | Atletismo | Jabalina de precisión F masculino  |